# بخش کپواره
بخش کپواره (به انگلیسی: Kupwara district) یک بخش در هند است که در جامو و کشمیر واقع شده‌است. بخش کپواره ۲٬۳۷۹ کیلومتر مربع مساحت و ۸۷۵٬۵۶۴ نفر جمعیت دارد.